# ديف كوتلر
ديف كوتلر (بالإنجليزية: Dave Cutler)‏ (و. 1942 –  م) هو عالِم حاسب آلي، ومهندس من الولايات المتحدة الأمريكية . ولد في لانسنغ .